# مانفريد راسيل
مانفريد راسيل (بالإسبانية: Manfred Russell)‏ (23 سبتمبر 1988 بسان خوسيه في كوستاريكا - ) هو لاعب كرة قدم كوستاريكي في مركز الوسط. شارك مع منتخب كوستاريكا لكرة القدم. أما مع النوادي، فقد لعب مع ديبورتيفو سابريسا وAntigua GFC ‏ ونادي سان كارلوس.

## وصلات خارجية
- مانفريد راسيل على موقع قاعدة بيانات كرة القدم.إي يو (الإنجليزية)
- مانفريد راسيل على موقع ناشيونال فوتبول تيمز (الإنجليزية)
- مانفريد راسيل على موقع Soccerway.com (الإنجليزية)